# Francesco Torti
Pour les articles homonymes, voir Torti.
Francesco Torti (1658, Modène – 1741, Modène) est un médecin italien.

## Biographie
Francesco Torti naquit à Modène le 30 novembre 1658. Il quitta l’étude de la jurisprudence pour celle de la médecine et reçut le titre de docteur dans l’Université de Bologne, en 1678. À peine âgé de vingt-trois ans, Torti obtint à Modène une chaire de médecine. Bernardino Ramazzini fut en même temps nommé professeur, et tous deux, après avoir bien vécu ensemble, se brouillèrent et n’en illustrèrent pas moins l’école naissante à laquelle ils se trouvaient attachés. Le duc Francesco II d'Este choisit pour ses médecins ordinaires Ramazzini et Torti, dans la société desquels son esprit orné trouvait beaucoup d’agrément.
À la mort de ce prince, en 1694, son successeur conserva à Torti le même emploi près de sa personne et fonda, à sa sollicitation, un théâtre anatomique pourvu de tous les moyens nécessaires pour l’étude et l’enseignement de l’anatomie. Torti publia en 1709 son ouvrage sur les fièvres pernicieuses, qui l’a mis au rang des grands praticiens. Il n’en eut pas moins, le reste de sa vie, à défendre cette production contre les attaques de plusieurs médecins qu’il réduisit au silence. Torti avait des talents de plus d’un genre : il composa dans sa jeunesse des Oratorio qui eurent beaucoup de succès. Il faisait des vers et maniait habilement la critique. Des infirmités prématurées le forcèrent d’abandonner l’enseignement et de cesser de voir des malades. Cependant il était consulté de toutes parts. Sa vieillesse fut signalée par ses libéralités envers les indigents, et il fonda une chaire de médecine. Torti mourut en le 15 février 1741.
Jacopo Jattici et Gaetano Araldi, ses élèves, lui firent ériger un superbe tombeau, et Ferrante Ferrari, son successeur dans la chaire de médecine pratique, réuni à Bartolomeo Sassarini. fit placer son buste en marbre dans le théâtre anatomique de Modène. Ludovico Antonio Muratori a écrit la vie de Torti.

## Œuvres

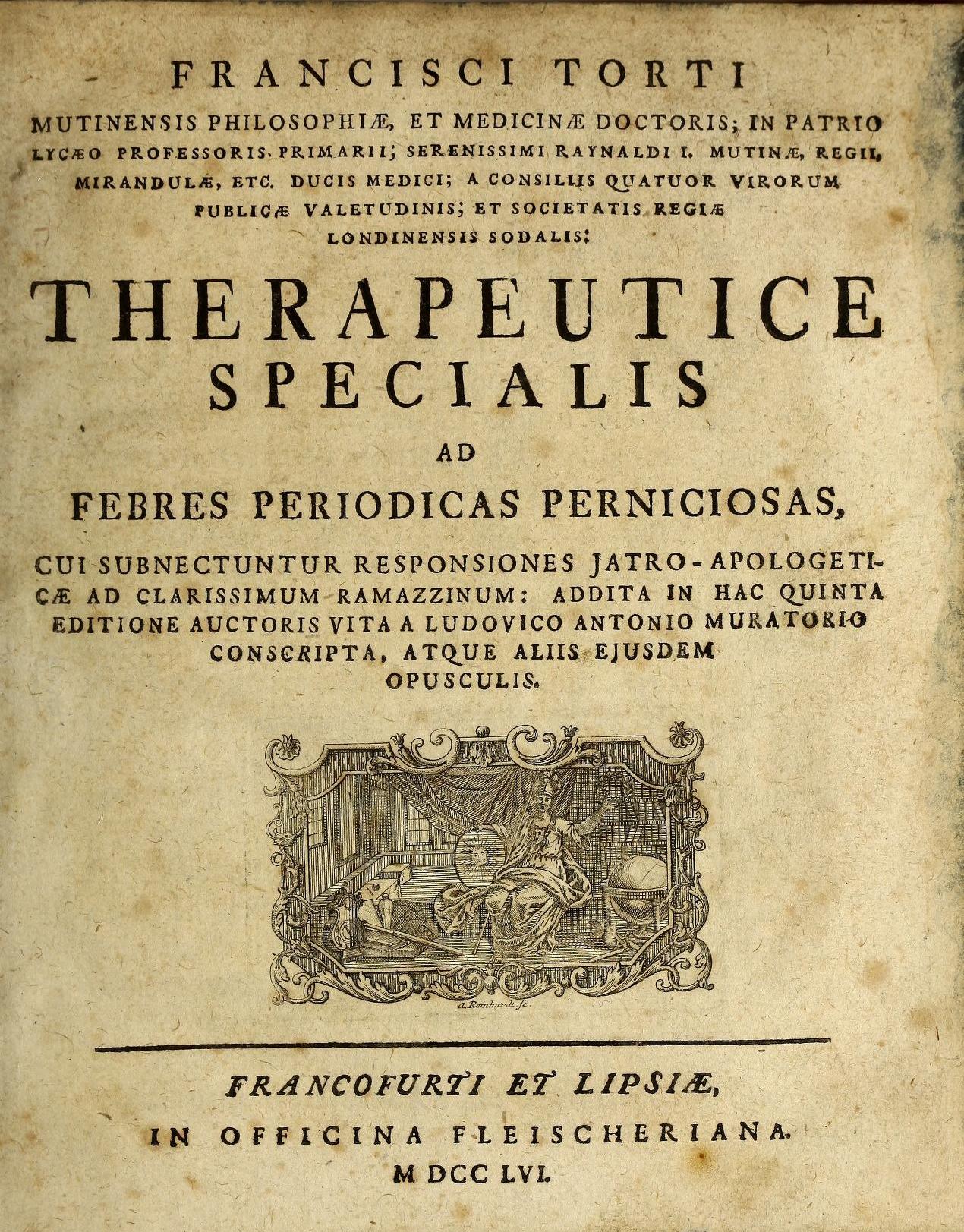
Therapeutice specialis ad febres periodicas perniciosas, Francofurti et Lipsiae, 1756.

- Therapeutice specialis ad febres quasdam perniciosas, inopinato ac repente lethales, una vero china-china peculiari methodo ministrata, Modène. 1709. in-8° ; ibid., 1712 et 1730, in-4° ; Venise, 1732 et 1743, in-4° ; Leipzig, 1756, in-4° ; Louvain, 1781, 2 vol. in-8°, édition dans laquelle se trouve la réponse à Ramazzini. Cet ouvrage est le meilleur de tous ceux qui sont sortis de la plume de Torti.
- Responsiones iatro-apologeticæ ad criticam dissertationem de abusu chinæ-chinæ Mutinensibus medicis perperam objecto à Bernardino Ramazzino, Modène, 1715 ;
- Mutinensium medicorum methodus antipyretica vindicata, sive ad nonnullorum scriptiones eidem methodo succenentes notæ Furantis Ferrarii, Modène, 1819. Torti a concouru à la rédaction des Ephémérides et aux travaux de Ramazzini sur le baromètre. On trouve aussi dans les Œuvres de Giovanni Giuseppe Orsi une lettre de Torti écrite en latin sous le nom de Lazzaro Agostino Cotta. C’est une apologie du Tasse, dirigée contre le P. Bouhours.